# Cheerleading aux Jeux mondiaux de 2025
Navigation
Cheerleading 2029
Les épreuves de Cheerleading des Jeux mondiaux de 2025 ont eu lieu les 15 et 16 août 2025. C'est la première fois que le sport est au programme des jeux mondiaux avec une seule épreuve, le Pom Doubles avec deux athlètes.

## Organisation
Onze duos sont qualifiés, dont une candidature vidéo pour obtenir deux opportunités de qualification
| Compétition                      | Lieu      | Date                 | Quota | Équipe                        |
| -------------------------------- | --------- | -------------------- | ----- | ----------------------------- |
| Championnat d'Europe 2024        | Oslofjord | 28-30 juin 2024      | 1     | Ukraine                       |
| Championnat d'Asie 2024          | Bali      | 13-15 septembre 2024 | 1     | Japon                         |
| Championnat d'Amérique 2024      | Ottawa    | 27-30 septembre 2024 | 1     | Mexique                       |
| TWG Séries                       | Hong Kong | 11-13 octobre 2024   | 1     | États-Unis                    |
| Championnat de Chine (pays hôte) | Nankin    | 18-21 octobre 2024   | 2     | Chine                         |
| Candidature vidéo                | NC        | 1 avril 2025         | 2     | Croatie Finlande              |
| Championnat du monde 2025        | Orlando   | 23-25 avril 2025     | 3     | Équateur Australie Angleterre |

## Programme
Vendredi 15 août 2025
- Matin : Répétition des équipes, répétition d'ouverture
- Après-midi/Soirée : Ouverture et demi-finales, tour 1 (40 % du score des demi-finales)

Samedi 16 août 2025
- Matin/Après-midi : Demi-finales, tour 2 (60 % du score des demi-finales)
- Soirée : Finales (Les 7 meilleures équipes se qualifient), cérémonies de remise des médailles, clôture

## Compétition
| Rang | Équipe      | Demi-finale | Finale   |
| ---- | ----------- | ----------- | -------- |
| 1    | États-Unis  | 88.750      | 89.860   |
| 2    | Équateur    | 85.610      | 87.290   |
| 3    | Australie   | 82.730      | 84.290   |
| 4    | Japon       | 84.830      | 84.210   |
| 5    | Ukraine     | 83.300      | 84.140   |
| 6    | Chine 1     | 81.670      | 82.930   |
| 7    | Mexique     | 85.360      | 81.710   |
| 8    | Chine 2     | 80.550      | 80.210   |
| 9    | Croatie     | 79.990      | Éliminés |
| 10   | Finlande    | 78.000      | Éliminés |
| 11   | Royaume-Uni | 77.130      | Éliminés |

## Médaillés
| Épreuves    | Or                                        | Argent                                    | Bronze                                       |
| ----------- | ----------------------------------------- | ----------------------------------------- | -------------------------------------------- |
| Pom Doubles | États-Unis- Sydney Martin - Allison Hoeft | Équateur- Jennifer García - Fabiana Velez | Australie- Shayla Myerscough - Emily Growdon |